# Ishëm (plaats)
Ishëm (bepaalde vorm: Ishmi) is een deelgemeente in het westen van Albanië. Ze maakt deel uit van de stad Durrës in de gelijknamige prefectuur en telt 5000 inwoners (2011).
Een bezienswaardigheid in Ishëm is het zestiende-eeuwse Kasteel van Ishëm (Kalaja e Ishmit) en het amfitheater.
De deelgemeente bestaat uit de kernen Bizë, Draç, Gjuricaj, Kapidanaj, Kërtushaj, Kuraten, Lalëz, Likmetaj en Shetaj.

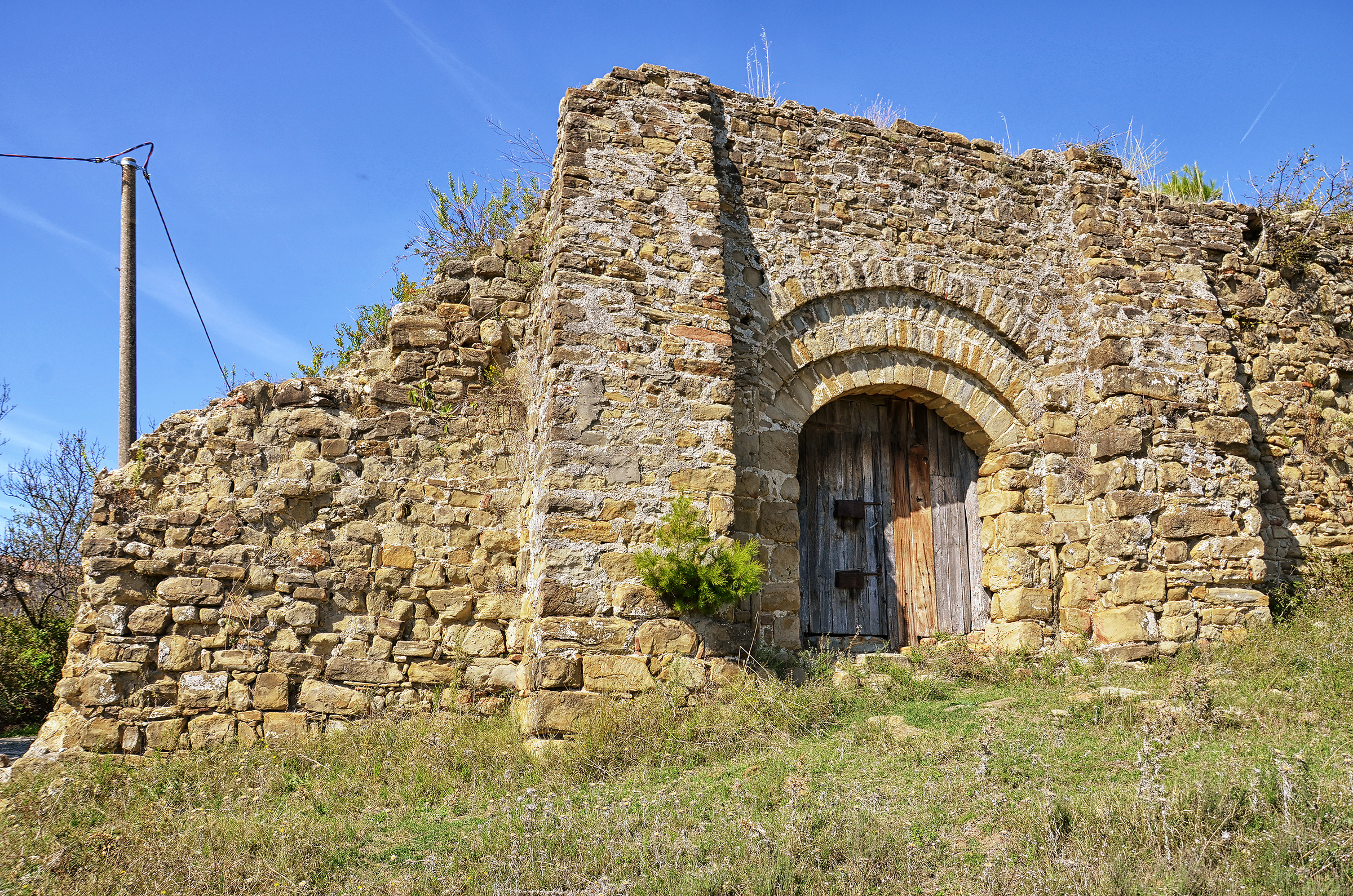
Kasteel